# Клек (Трбовље)
Клек (словен. Klek) је насељено место у општини Трбовље, Засавска регија, Словенија.

## Историја
До територијалне реорганизације у Словенији био је у саставу старе општине Трбовље. Као самостално насеље Клек постоји од 2013. године. Настала је спајањем делова одвојених од насеља Прапрече и Трбовље.

## Становништво
У попису становништва из 2011. године, Клек је био у саставу насеља Прапрече и Трбовље, а нема података о броју становника. 2018 у насељу је живело 248 становника.